# HK Spartak Moskva
HK Spartak Moskva är en ishockeyklubb i Moskva, bildad 1946. Laget spelade fram till och med säsongen 2007/2008 i Ryska superligan i ishockey. Säsongen 2008/2009 deltog laget i den nystartade ligan KHL:s Bobrov-grupp. Hemmamatcherna spelas i VTB-ispalatset som har en publikkapacitet på 12 100 åskådare. Ilja Kovaltjuk startade sin spelarkarriär i Spartak Moskva.
Klubben deltog inte i KHL säsongen 2014/2015 på grund av ekonomiska svårigheter. Dock återanslöt klubben till ligan inför säsongen 2015/2016.

## Mästerskapstitlar
Sovjetiska mästare  (4): 1962, 1967, 1969, 1976

 Sovjetiska Cup mästare (2): 1970, 1971

 Vysshaya Liga  (1): 2001

 Spengler Cup mästare (5): 1980, 1981, 1985, 1989, 1990